# Микроглобулин бета-2
β2-микроглобулин — компонент лёгкой цепи главного комплекса гистосовместимости класса I (MHC I), представленный на всех ядросодержащих клетках организма человека (кроме эритроцитов) . У человека кодируется геном B2M.

## Структура и функция

Схематическое изображение комплекса MHC I

Низкомолекулярный белок (11 800 Да). β2-микроглобулин расположен рядом с α3-цепью на поверхности клетки. В отличие от α3 не имеет трансмембранного участка. Выше β2-участка от поверхности клетки располагается цепь α1. Кроме альфа-цепи MHC I, β2-микроглобулин связывается с похожими молекулами, такими как CD1 и Qa.
Также функция β2-микроглобулина связана с белком HFE, совместно с которым происходит регулирование экспрессии гепцидина в печени, который является ключевым модулятором системного гомеостаза железа.
У взрослых людей скорость продукции β2-микроглобулина поддерживается на одном уровне. Элиминируется почками, где он подвергается фильтрации и затем практически полной реабсорбции и катаболизму в проксимальных канальцах почек. В моче в норме выявляется в следовых количествах.

## Значение в медицине
Уровень β2-микроглобулина в крови отражает главным образом клеточный оборот и пролиферацию лимфоцитов, в которых он представлен в большом количестве. Синтез его возрастает при различных состояниях, связанных с увеличением активности иммунной системы: воспаления всех типов, аутоиммунные заболевания, реакция отторжения трансплантата, опухоли крови, лимфомы, множественная миелома, вирусные инфекции.
Высокий уровень β2-микроглобулина в крови при злокачественных заболеваниях связана с большой опухолевой массой и свидетельствует об активности процесса, ухудшая прогноз. В связи с этим β2-микроглобулин сыворотки используют в качестве прогностического опухолевого маркёра в онкогематологии.
У пациентов на хроническом гемодиализе β2-микроглобулин может агрегировать в амилоидные волокна с последующим отложением в суставах, приводя к AH-амилоидозу.